# Cultura della ceramica cordata

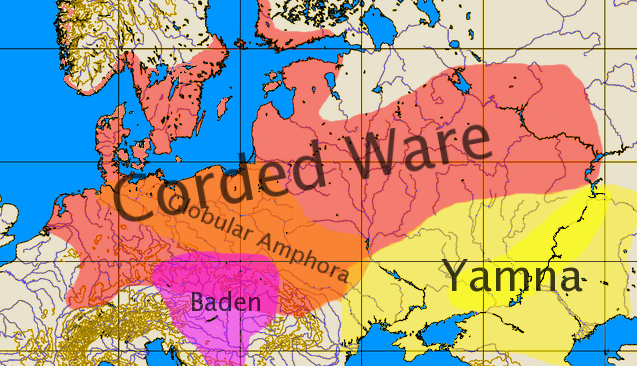
Diffusione della cultura della ceramica cordata (in rosso) e delle culture contemporanee confinanti

La cultura della ceramica cordata, chiamata anche cultura dell'ascia da combattimento o cultura della sepoltura singola, è un ampio orizzonte archeologico iniziato nel tardo neolitico, fiorito nel calcolitico e culminato agli inizi dell'età del bronzo, tra il 3200/2900 a.C. e il 2300/1800 a.C.
Segnò l'introduzione dell'uso dei metalli nell'Europa settentrionale e si è ipotizzato che rappresenti una prima espansione dei linguaggi della famiglia indoeuropea.
I nomi utilizzati per identificarla derivano rispettivamente dalla caratteristica ornamentazione della ceramica, dalla presenza nel corredo funebre maschile di asce in pietra da combattimento, come segno della posizione sociale sebbene non più realmente utilizzate, e dall'uso funerario di sepolture singole.

## Origini e diffusione

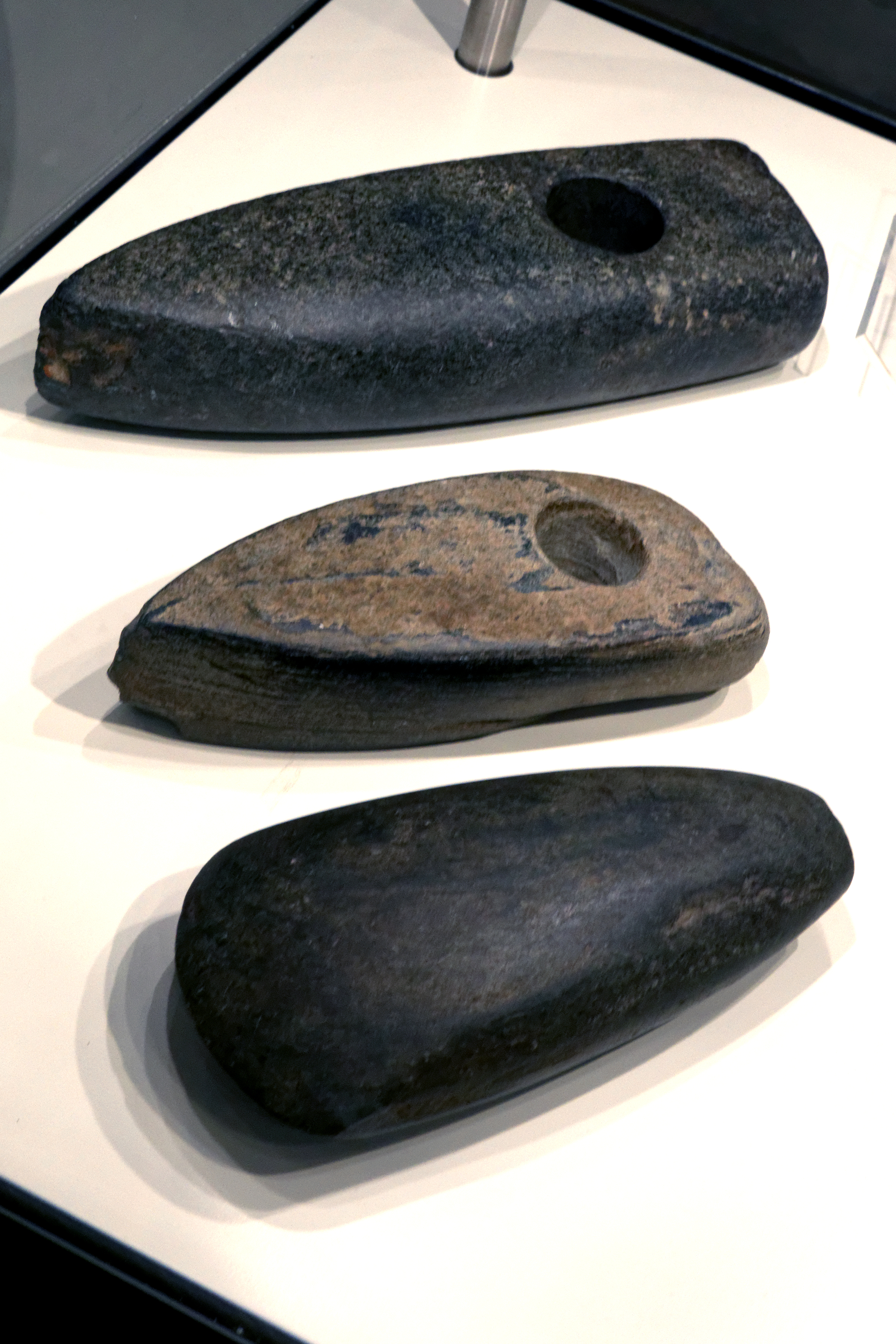
Asce in pietra dalla valle del Tauber

I manufatti caratteristici di questa cultura (ceramica con decorazione impressa a corda, asce da combattimento, e altri simboli di autorità) iniziarono a comparire in sepolture a pozzetto sotto bassi tumuli tra lo Jutland e il fiume Bug Occidentale, per circa duecento anni, contemporaneamente alle culture del vaso campaniforme (Glockenbecher o Bell beaker) e delle anfore globulari (Globular Amphora, o Kugelamphoren).
La tradizione della ceramica cordata si sviluppò probabilmente da una serie di usi locali, come quello di utilizzare corde durante il procedimento di fabbricazione, già attestato anche in alcuni gruppi precedenti alla cultura del bicchiere imbutiforme. In passato, la diffusione di questa decorazione ceramica era stata vista come indicazione di una serie di migrazioni pan-europee dalle steppe della Russia meridionale, ma questa teoria è stata in parte abbandonata e i gruppi della cultura della ceramica cordata sono stati considerati probabilmente agricoltori sedentari. Recenti studi genetici hanno invece provato che la diffusione di questa cultura è dovuta a vaste migrazioni di popolazioni della precedente cultura di Jamna dalle steppe dell'Europa orientale all'Europa centrale, accompagnate da sostituzione quasi completa delle popolazioni precedenti.

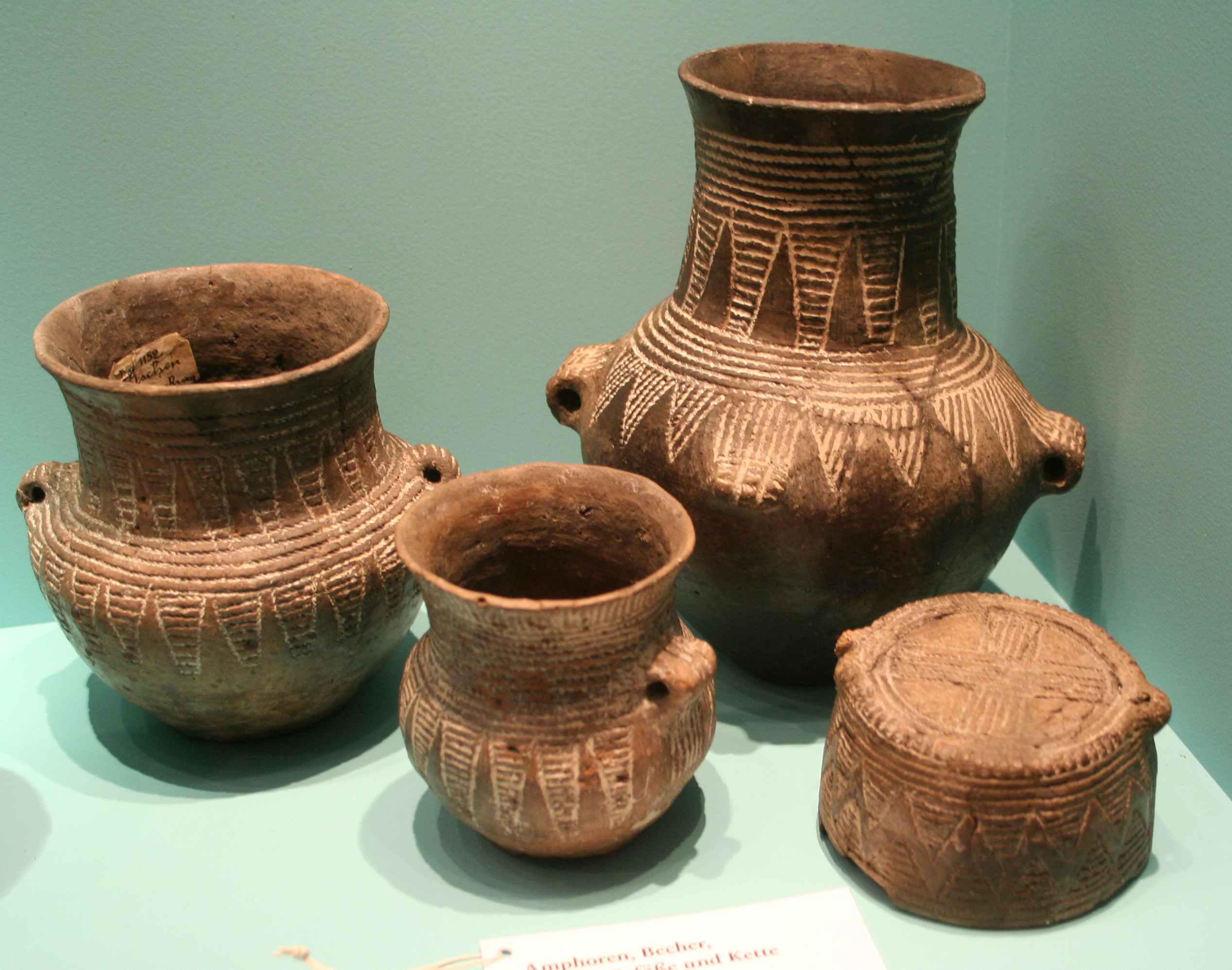
Ceramica cordata

L'uso si diffuse nella Brughiera di Luneburgo (Bassa Sassonia) e quindi nella pianura nord-europea, nella regione del Reno, in Svizzera, in Scandinavia e sulle coste del mar Baltico e in Russia fino a Mosca, dove si incontrò con le culture pastorali indigene delle steppe. Per la maggior parte di questa enorme espansione continentale, la cultura della ceramica cordata è chiaramente un fenomeno intrusivo, mentre altrove si sviluppò forse dalla fusione con culture locali precedenti. Pur essendo largamente accettato negli studi la sostanziale continuità con la precedente cultura agricola del bicchiere imbutiforme, la sua comparsa rappresentò tuttavia un notevole cambiamento culturale attestato archeologicamente, forse come brusco mutamento interno nella stessa cultura del bicchiere imbutiforme.

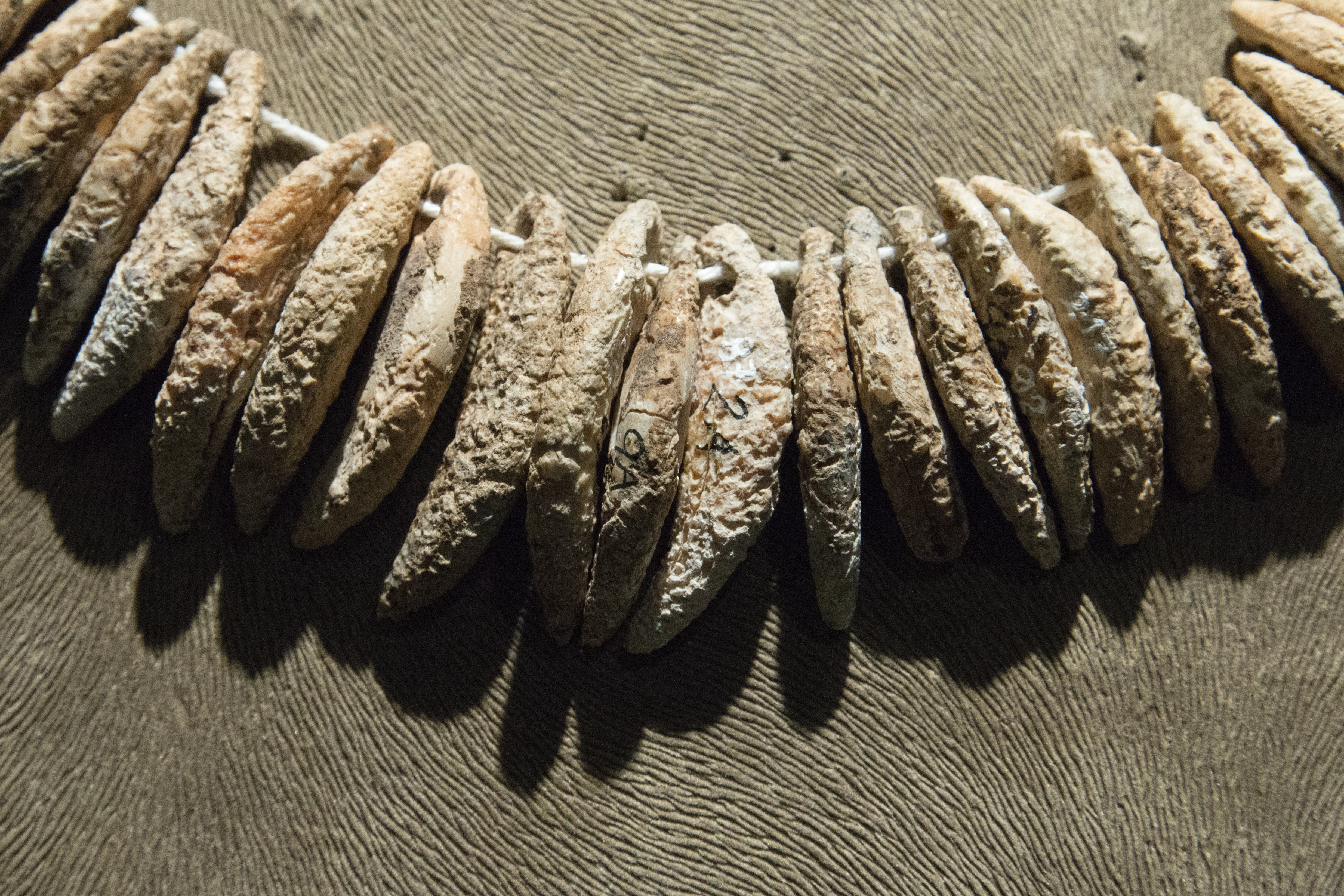
Collana di denti di animale, Praga

L'area di diffusione di questa cultura comprese gran parte dell'Europa settentrionale continentale, tra il fiume Reno ad ovest e il fiume Volga ad est, comprendendo gran parte degli odierni stati di Germania, Danimarca, Polonia, Lituania, Lettonia, Estonia, Bielorussia, Repubblica Ceca, Slovacchia, il nord dell'Ucraina, l'occidente della Russia, le aree costiere della Norvegia e le parti meridionali di Svezia e Finlandia.
La cultura della ceramica cordata non costituisce una singola entità monolitica, ma indica piuttosto la diffusione di una serie di innovazioni tecnologiche e culturali, e si interseca con altre culture, come quella dell'anfora globulare, che si diffuse nel medesimo periodo in parte della stessa area.
Nelle aree costiere del mar Baltico e della Scandinavia, ci sono chiare evidenze di un'economia marittima e il mare rappresentò un elemento di unione e non di divisione tra le popolazioni costiere, in modo analogo a quanto accadeva per il mar Egeo.
Nella parte occidentale dell'area interessata succedette, non necessariamente da sola, alla cultura del bicchiere imbutiforme, mentre in corrispondenza degli attuali Paesi Baltici e della Prussia orientale è stata considerata un'intrusione che successe alla locale cultura di Narva; anche nella parte orientale della sua area di diffusione costituì una presenza nuova, non associata a nessuna delle culture precedenti.
Attorno alla metà del III millennio a.C., la cultura del vaso campaniforme, originaria della penisola iberica, giunse nei territori occidentali occupati dalla cultura della ceramica cordata. Le due culture si fusero e pur mantenendo una simile organizzazione sociale e simili forme di insediamento, la cultura della ceramica cordata si arricchì di nuovi elementi (uso delle bevande alcoliche, avanzamento delle tecniche metallurgiche), abbandonando l'uso dell'ascia a favore dell'arco.
Dopo aver assorbito la cultura della ceramica cordata, in un movimento detto di riflusso, la cultura del vaso campaniforme, si diffuse, a partire dall'Europa centrale, dalle isole Britanniche al bacino carpatico, e nuovamente fino al Portogallo (dove si originò), ma anche in Sardegna e in Sicilia, penetrando anche nell'Italia settentrionale e centrale, avvantaggiandosi delle possibilità offerte dai contatti via mare e lungo i fiumi.

## Economia
Sono stati rinvenuti pochi insediamenti, nei quali veniva praticata l'agricoltura e l'allevamento di alcuni animali domestici. La maggioranza delle genti di questa cultura sembra tuttavia aver seguito un sistema di sussistenza pastorale, nomade o seminomade.
Era addomesticato il bue, utilizzato anche per il traino di veicoli a ruote, e il cavallo, rappresentato dal tarpan. Nella regione alpina era utilizzato il latte di mucca già a partire dal 3400 a.C. Le pecore erano addomesticate in particolare nella parte occidentale della Svizzera, più fortemente influenzata dalle culture mediterranee, dove cambiamenti nell'età di macellazione e nella taglia degli animali dai resti rinvenuti in contesti di questa cultura sembrano indicare che fossero tenuti per la loro produzione di lana.

## Tombe

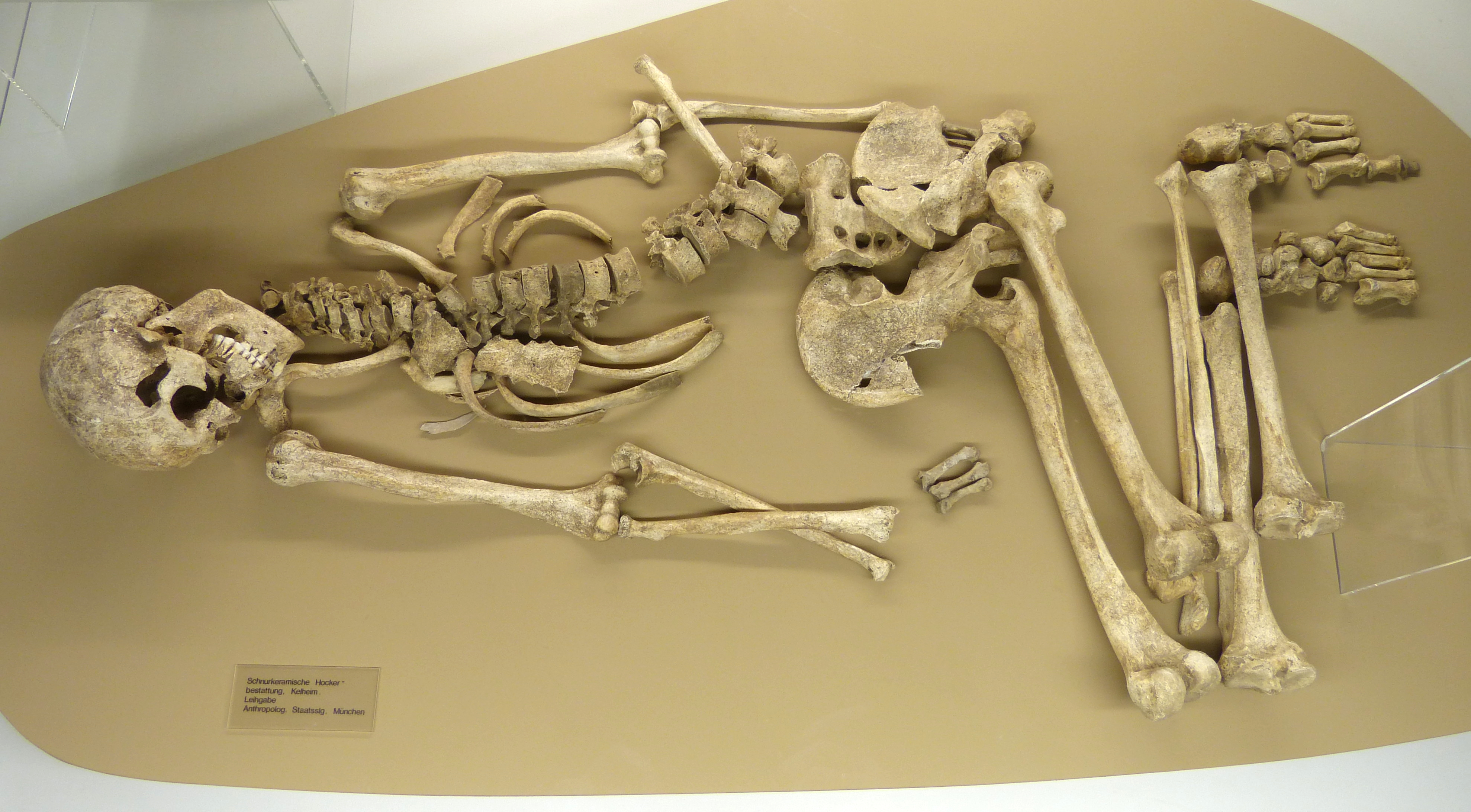
Sepoltura rinvenuta a Kelheim

La sepoltura avveniva per inumazione a terra o sotto bassi tumuli e il defunto era deposto in posizione flessa: sul continente gli uomini erano appoggiati sul fianco destro e le donne sul sinistro, con la faccia orientata verso sud, mentre nelle Svezia e in parti della Polonia settentrionale, al contrario, gli uomini erano poggiati sul fianco sinistro e le donne sul fianco destro, entrambi con la faccia rivolta ad est.
Le tombe sono spesso allineate e poteva essere presente una costruzione in legno. In Danimarca i defunti erano deposti sotto piccoli tumuli in successione stratigrafica verticale: la sepoltura più antica nella terra, la seconda e a volte una terza, al di sopra di questa nel tumulo. In Polonia sono presenti tombe a nicchia.
Il corredo funerario maschile comprendeva una tipica ascia da combattimento. In generale altri doni funerari erano costituiti da bicchieri di ceramica, spesso decorati con impressioni a corda, ma anche con incisioni o altri tipi di decorazione impressa.

## Lingua
La cultura della ceramica cordata è stata a lungo considerata negli studi come quella che meglio si adattava all'ipotetico Urheimat (patria di origine) delle popolazioni parlanti l'indoeuropeo, le quali si sarebbero originate dalla pianura settentrionale germanica, diffondendosi in seguito in tutte le direzioni (teoria nordica).
Questa ipotesi venne contestata dagli studi di Marija Gimbutas e dall'ipotesi kurgan da lei formulata, secondo la quale la cultura della ceramica cordata sarebbe stata una evoluzione delle culture neolitiche europee che avrebbe subito successivamente l'influenza della cultura kurgan e un'"indoeuropeizzazione". Secondo la Gimbutas il processo sarebbe stato rappresentato dalle contemporanee culture dell'anfora globulare e Baden (parzialmente sovrapposte come distribuzione geografica), e avrebbe costituito la seconda ondata dell'"invasione" della cultura kurgan. L'ipotesi è collegata a quella dell'esistenza di un substrato linguistico locale che avrebbe dato origine a contatto con l'indoeuropeo al proto-germanico. Le popolazioni della cultura della ceramica cordata sarebbero state dunque in origine un'entità ampiamente non indoeuropea, parte di quella che la Gimbutas chiama "Vecchia Europa" del Neolitico, mentre nelle fasi successive avrebbero acquisito progressivamente caratteri indoeuropei sempre più marcati.
L'ipotesi della Gimbutas è stata in seguito contestata sulla base della presenza di sepolture con caratteri misti tra le culture del bicchiere imbutiforme e della ceramica cordata, che hanno suggerito come origine di quest'ultima un brusco mutamento interno, occorso nell'ambito di circa due generazioni intorno al 2900 a.C. nei territori danesi e germanici della cultura del bicchiere imbutiforme, probabilmente preceduti da cambiamenti economici, culturali e religiosi avvenuti nella Germania orientale. Questa ipotesi, secondo il linguista Frederik Kortlandt, è in accordo con le teorie più recenti riguardanti la separazione delle varianti di indoeuropeo "centum e satem già all'inizio del IV millennio a.C.: le genti della cultura della ceramica cordata sarebbero state le antenate dei parlanti le lingue balto-slave nella parte orientale e del proto-germanico, del proto-celtico e del proto-italico nella parte occidentale.

## Sottogruppi
Il gruppo centrale diffuse la propria tipica ceramica con decorazione impressa a corda in tutti gli altri. L'area di diffusione originaria (in tedesco Schnurkeramikkultur) comprende le regioni della Germania e della Polonia.

### Cultura della tomba singola

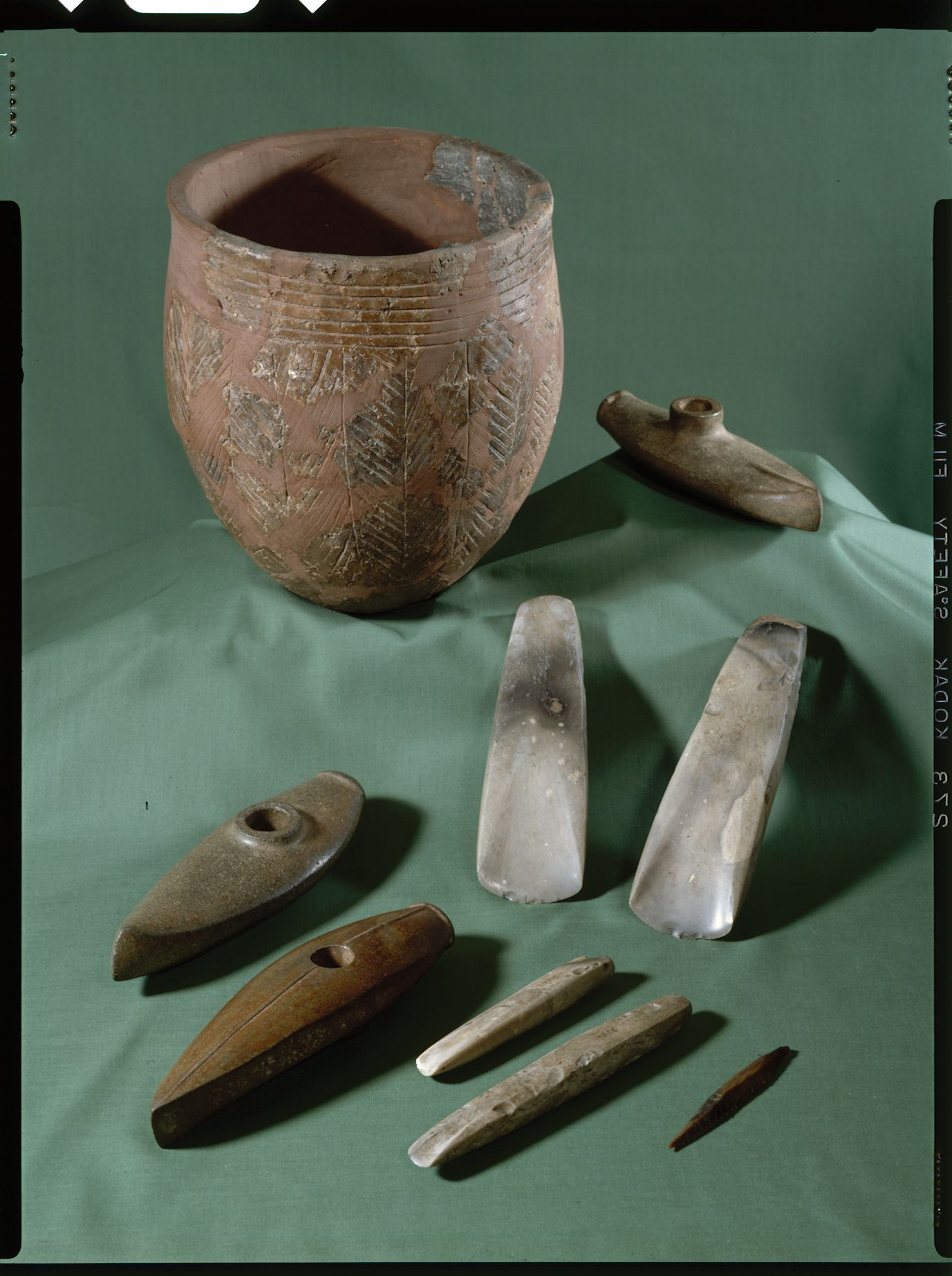
Oggetti della cultura della tomba singola, Museo nazionale danese

Il termine "tomba singola" si riferisce a una serie di comunità del tardo Neolitico del III millennio a.C. che vivevano nella Scandinavia meridionale, nella Germania settentrionale e nei Paesi Bassi e che condividevano la pratica della sepoltura singola: il defunto veniva solitamente accompagnato da un'ascia da battaglia, perle d'ambra, e vasi di ceramica.

### Cultura svedese-norvegese dell'ascia da combattimento
Questa cultura apparve intorno al 2800 a.C. ed è conosciuta da circa 3000 sepolture rinvenute tra le province svedesi della Scania e dell'Uppland e nella regione norvegese del Trøndelag. Circa 3000 asce da combattimento sono state rinvenute in tutta la Scandinavia. Sono conosciuti meno di cento insediamenti, per la maggior parte piccole fattorie isolate, che hanno tuttavia restituito pochi dati a causa della continuità d'uso. Siti di questa cultura sono presenti anche oltre il circolo polare artico, nelle isole Lofoten e fino alla zona dell'attuale città di Tromsø.
Lo scrittore e storico svedese Herman Lindquist (1868-1923) si era riferito all'epoca di queste sepolture come all'"età dei crani spezzati" ma la rottura dei crani dei defunti riscontrata nei ritrovamenti è per la maggior parte avvenuta dopo la sepoltura e non esiste alcuna indicazione che si trattasse di un'epoca particolarmente violenta.
Sia la tecnica di lavorazione della pietra che le pratiche agricole sono invariate rispetto al passato ma l'introduzione dei metalli comportò dei cambiamenti nel sistema sociale: dalle tombe megalitiche collettive della cultura precedente si passò a tombe individuali.
Una "casa dei morti", scavata nel 1993 nella provincia svedese del Södermanland, ha restituito una ventina di recipienti ceramici, sei asce da lavoro e un'ascia da battaglia, attribuiti all'ultimo periodo di questa cultura. Vi erano seppelliti i resti cremati di almeno sei persone, che rappresentano la più antica sepoltura ad incinerazione in Scandinavia, con stretti contatti con l'Europa centrale.
La costa atlantica e del Mare del Nord della Scandinavia e le aree costiere intorno al mar Baltico erano collegate da fiorenti comunicazioni marittime che permettevano una notevole unità culturale. Numerosi incisioni sulle rocce, attribuite a questo periodo, rappresentano navi.

### Cultura finnica dell'ascia da combattimento
Diffusa in Finlandia fu una cultura basata su un'economia di caccia e raccolta. Sono testimoniati numerosi stanziamenti.

### Cultura del medio Dnieper e cultura di Fatyanovo-Balanovo
Nella parte più orientale dell'area di diffusione della cultura della ceramica cordata si svilupparono le culture del medio Dnieper e di Fatyanovo-Balanovo.

#### Cultura del medio Dnieper
La cultura del medio Dnieper si sviluppò nel periodo tra il 3200 e il 2300 a.C. nell'Ucraina settentrionale e in Bielorussia, sul medio corso del fiume Dnieper, dal quale riprende il nome. È contemporanea all'ultima fase della cultura di Jamna, alla quale successe, e della cultura di Tripolye e fu contigua all'area di diffusione della cultura dell'anfora globulare (a sud e ad est), il cui inizio è di poco precedente e che cessò un po' più presto.
Sono stati rinvenuti circa 200 siti, soprattutto tombe a inumazione sotto tumuli, alcune come deposizioni secondarie in tumuli kurgan della cultura di Jamna. I corredi funerari comprendono ceramiche e asce da combattimento. Nella parte settentrionale dell'area vi sono attestazioni anche di sepolture a incinerazione. Le fonti di sussistenza dovevano essere basate sulla pastorizia nomade o seminomade, come quella della cultura di Jamna e più in generale della cultura della ceramica cordata.

#### Cultura di Fatyanovo-Balanovo
La cultura di Fatyanovo-Balanovo si sviluppò nel periodo tra il 3200 e il 2300 a.C., contemporaneamente alla cultura del medio Dnieper, tra il medio corso del Volga ad est e il lago Pskov ad ovest. Si tratta di due culture imparentate tra loro, quella di Fatyanovo ad occidente e quella di Balanovo ad oriente.
Sono stati rinvenuti pochi insediamenti, con tracce di fortificazione e le popolazioni dovevano essere nomadi o seminomadi, nonostante la presenza del maiale domestico suggerisca casi di insediamento più stabile.
Le sepolture a inumazione seguono le tradizioni della cultura della ceramica cordata; le tombe si presentano spesso allineate. Sono stati rinvenuti anche oggetti di metallo provenienti dall'Europa centrale.
L'identità etnica e linguistica delle popolazioni di queste due culture è in discussione: è stato suggerito che si tratti di una derivazione della cultura neolitica della ceramica a pettine (Comb Ceramic Culture o Pit-Comb Ware Culture), influenzata dalla cultura della ceramica cordata, piuttosto che un'estensione settentrionale della cultura di Jamna.

## Paleogenetica
Haak et al. (2015) hanno scoperto che gran parte dell'ascendenza genetica della popolazione della cultura della ceramica cordata è simile a quella della cultura di Jamna, facendo risalire le origini della cultura della ceramica cordata a una "migrazione di massa" della popolazione Jamna o di una popolazione precedente (pre-Jamna) dalla steppa pontico-caspica circa 4.500 anni fa. Si è scoperto che il DNA antico degli scheletri della ceramica cordata del tardo neolitico trovati in Germania era simile per circa il 75% al DNA di individui della cultura di Jamna (pastori delle steppe occidentali).